# Ốc tai be
Lambis lambis là một loài ốc biển kích thước rất lớn, là động vật thân mềm chân bụng sống ở biển trong họ Strombidae, họ ốc nhảy.

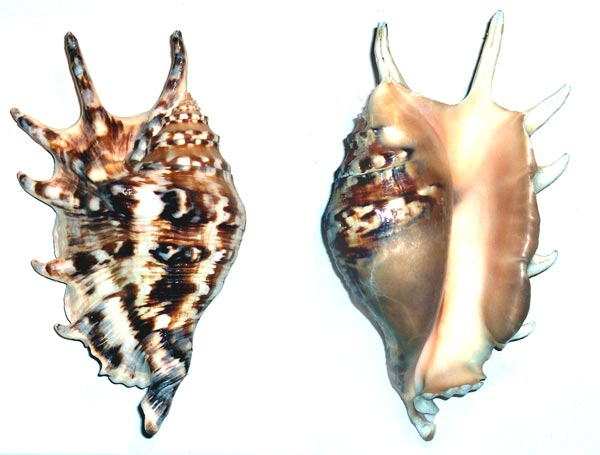
Dorsal Lambis lambis

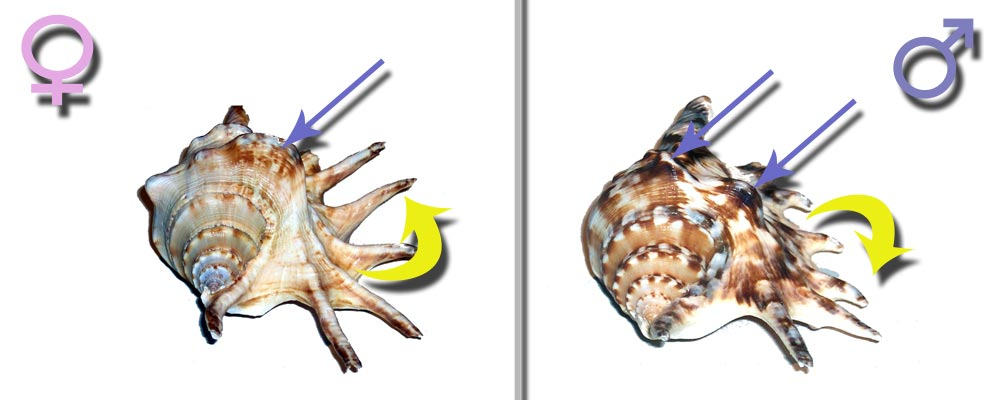
Lambis lambis

## Phân bố
Loài này phân bố rộng rãi ở hải vực Ấn Độ Dương-Tây Thái Bình Dương, bao gồm Aldabra, Kenya, Madagascar, Mauritius, Mozambique, và Vịnh Ba Tư và Hồng Hải, Seychelles, Tanzania, Micronesia, đông Melanesia, Đài Loan, nam Nhật Bản và bắc Úc.

## Hình ảnh

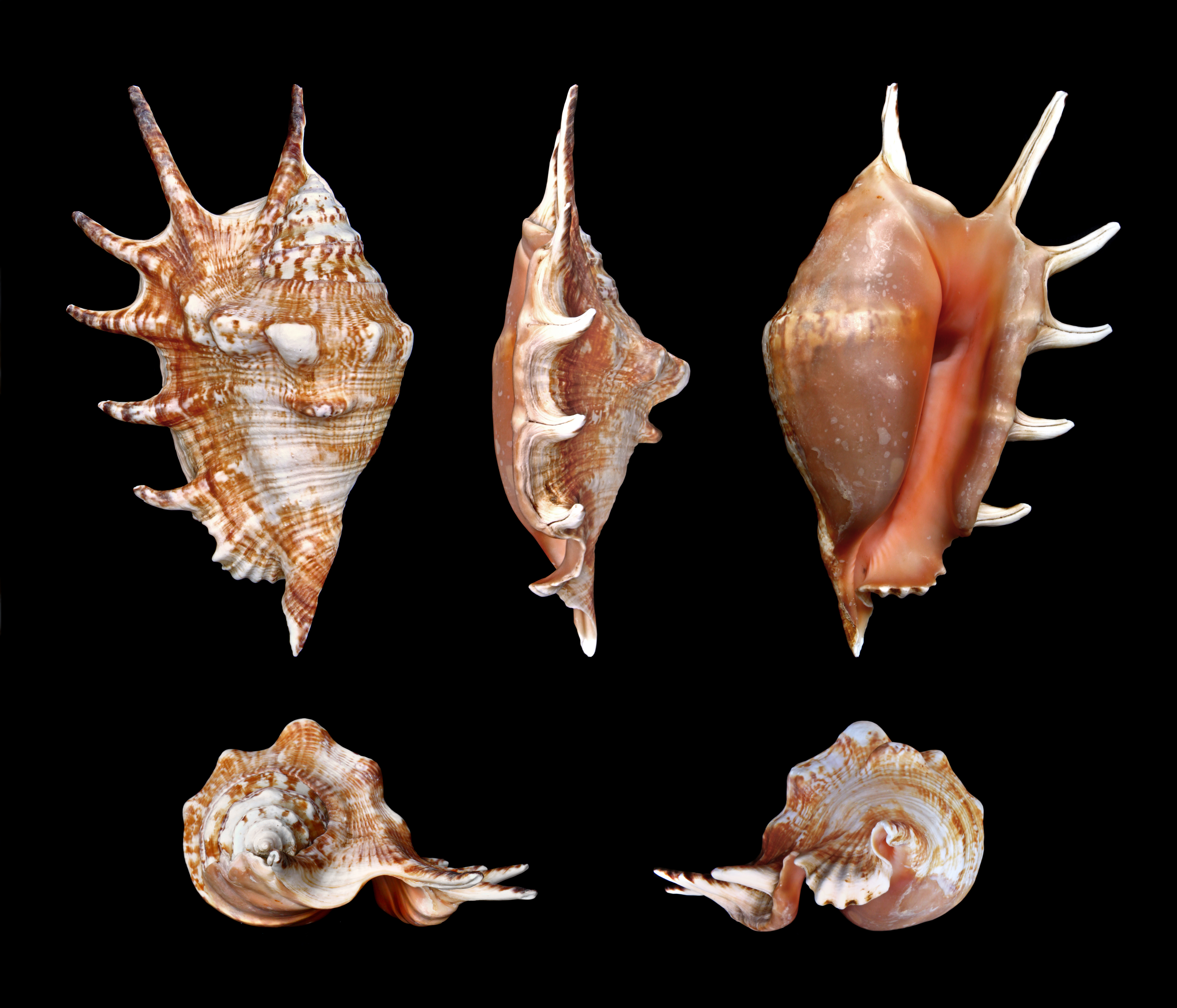
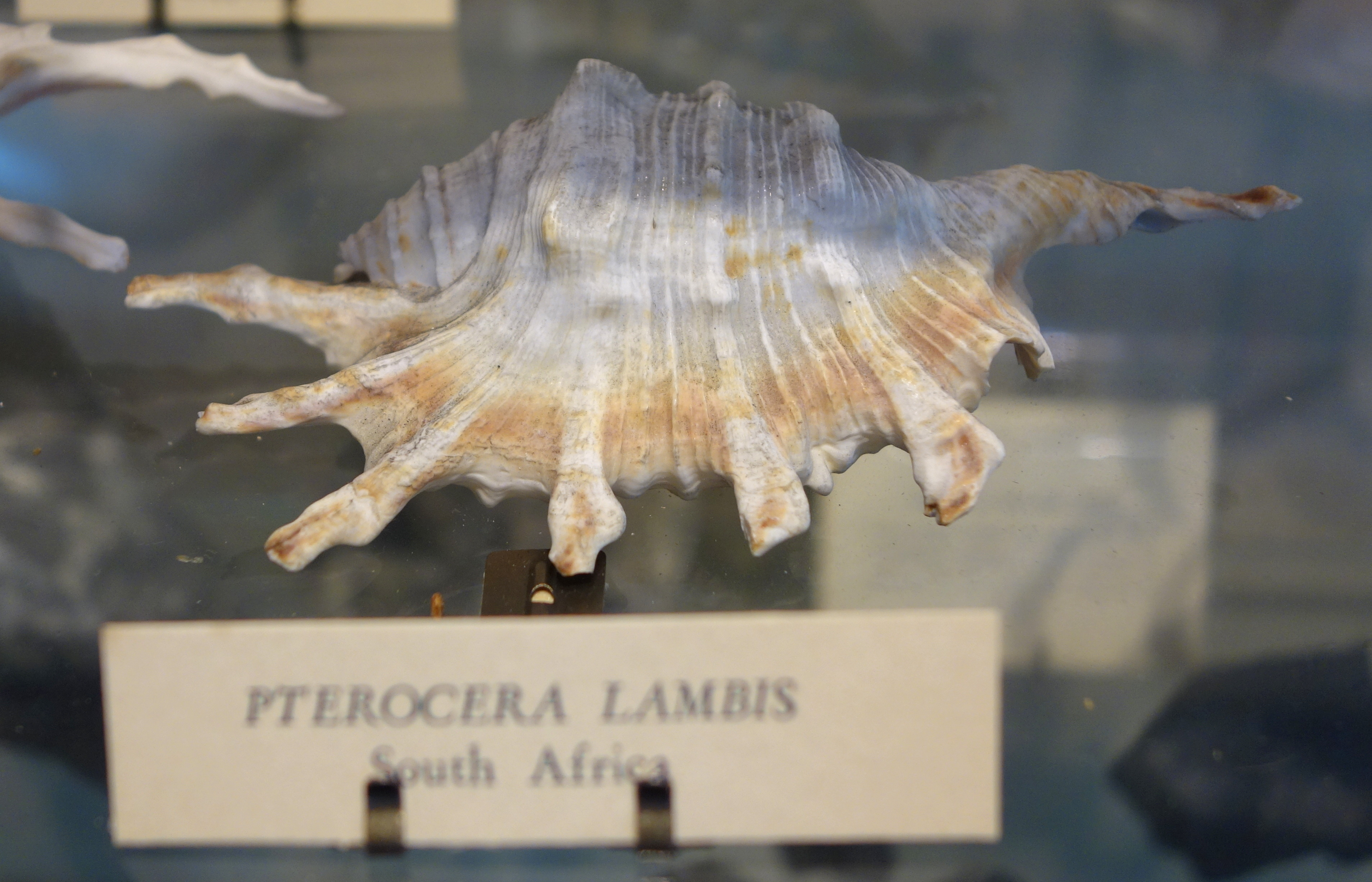
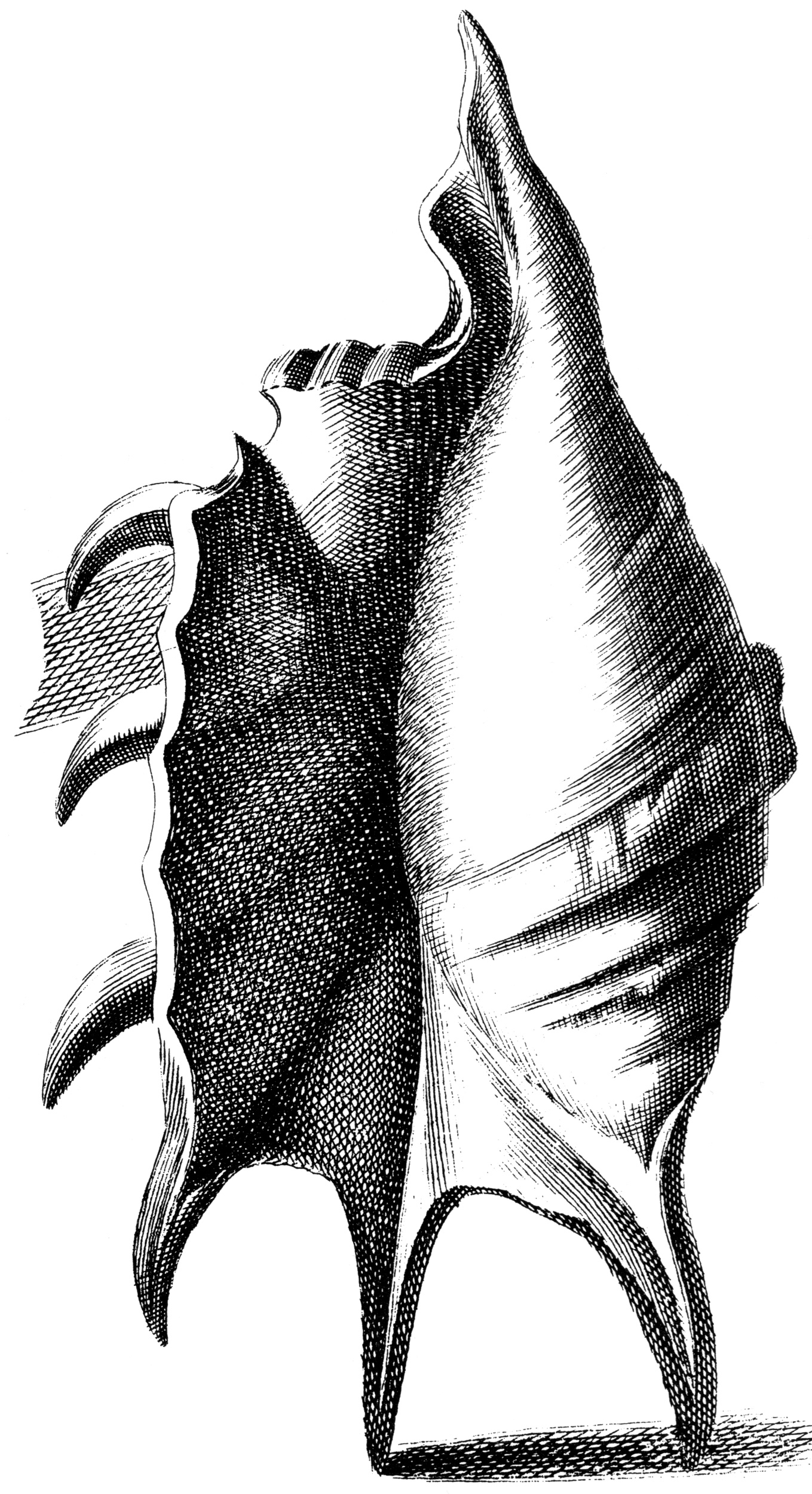
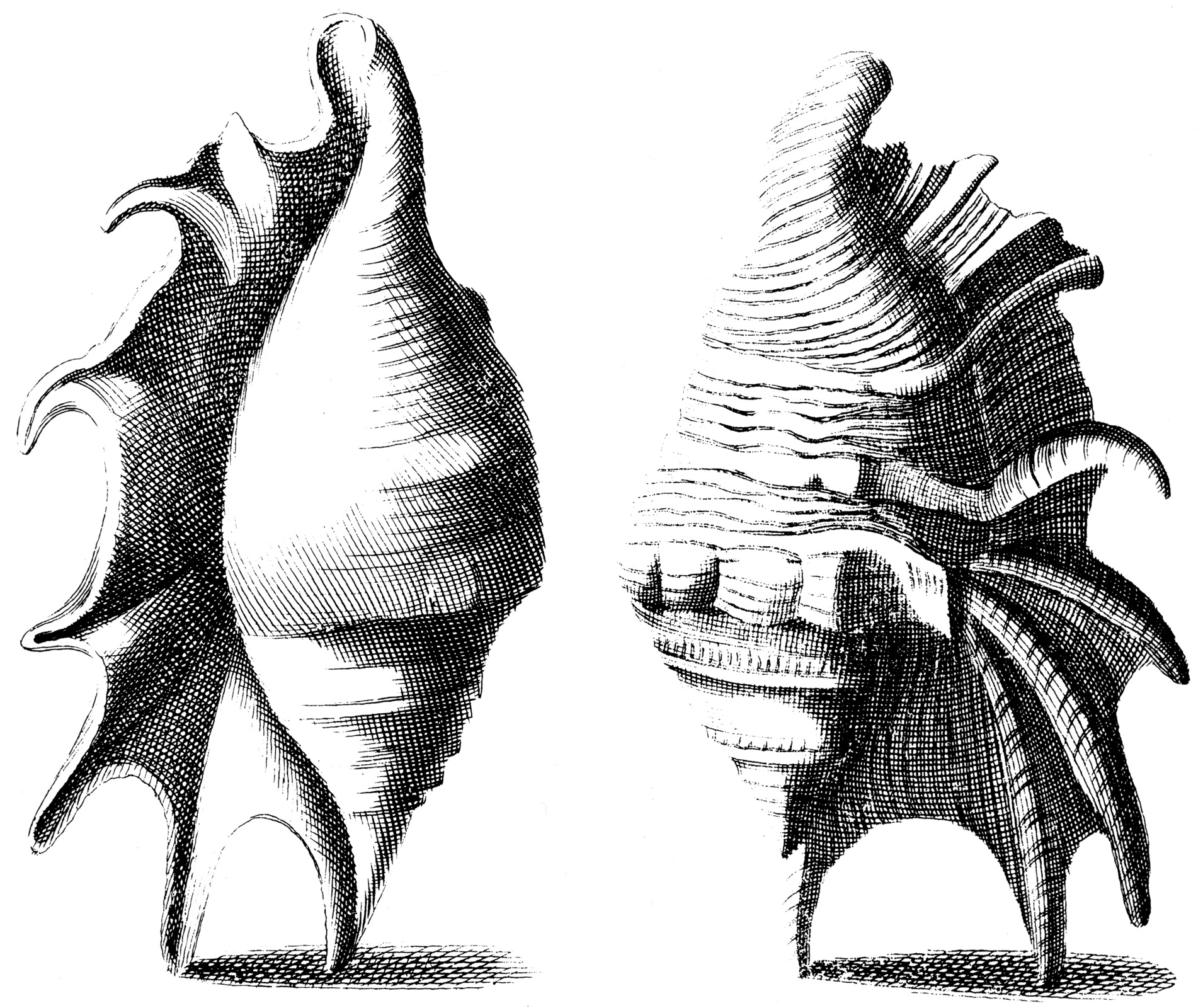